# سرجيوس الثالث من أمالفي
سرجيوس الثالث (أو الرابع) (توفي نوفمبر 1073) كان دوق أمالفي من 1069 بعد أن خلف والده جون الثاني وحتى وفاته. عين حاكمًا مشتركًا مع والده في 1031. طرد ووالده من أمالفي على يد جدته وعمه وماريا ومانسو الثاني في أبريل أو مايو 1034.